# 山砲兵第27連隊
山砲兵第27連隊（さんぽうへいだい27れんたい、山砲兵第二十七聯隊）は、大日本帝国陸軍の砲兵連隊のひとつ。1936年（昭和11年）4月18日に支那駐屯軍を強化した際、支那駐屯砲兵連隊として発足、1938年（昭和13年）6月21日に支那駐屯軍直轄部隊を改編し第27師団が編成され、山砲兵第27連隊と改称した。

## 概要
日中戦争の初期に於いて、新鋭の九六式十五糎榴弾砲を唯一装備していた部隊であり、中国軍に多大な脅威を与えた。
中国の攻城戦での城壁破壊には野砲は役に立たないため、本連隊の第二大隊は十五センチ榴弾砲を装備していた。1937年（昭和12年）7月7日に盧溝橋事件が勃発し、同年8月末に三八式十五糎榴弾砲を仮制式採用されたばかりの九六式十五糎榴弾砲に換装、10月の北京正定城の攻撃では短延期信管と瞬発信管を混用して城壁を破壊し突撃路を開くなど大成果を収めた。
第27師団が編成され山砲兵第27連隊に改称された後の武漢作戦では、最大の激戦となった1938年（昭和13年）9月の揚子江南岸の馬頭鎮の戦闘で、味方戦車部隊に損害を与えた中国軍の対戦車砲部隊を制圧するなどの成果をあげた。武漢作戦終了後は衛戍地の天津に戻り駐屯していたが、1943年（昭和18年）6月に満州に移駐した。
1944年（昭和19年）2月からは大陸打通作戦に参戦、作戦初期には師団の指揮下を離れ第12軍砲兵隊として攻略に寄与し、その後師団に復帰、第一段の京漢陸路の打通を達成した。
打通達成後は、師団に属し第二段の湘桂作戦に参戦、遂贛作戦を終え贛州からさらに南下し広東に移駐、連合国軍の中国南部上陸に備えていたが、1945年（昭和20年）4月18日には所属する第27師団が支那派遣軍直轄師団となり上海方面に向け移動中に南昌で終戦を迎えた。
1946年（昭和21年）復員。

## 歴代連隊長
| 代                 | 氏名     | 在任期間               | 出身校・期 | 備考 |
| ------------------ | -------- | ---------------------- | ---------- | ---- |
| 支那駐屯砲兵連隊長 |          |                        |            |      |
| 1                  | 鈴木率道 | 1936.5.30 - 1937.8.2   | 陸士22     |      |
| 2                  | 小林信男 | 1937.8.2 - 1938.7.15   | 陸士22     |      |
| 山砲兵第27連隊長   |          |                        |            |      |
| 1                  | 小林信男 | 1938.7.15 - 1938.12.10 | 陸士22     |      |
| 2                  | 永野叢人 | 1938.12.10 - 1940.3.9  | 陸士27     |      |
| 3                  | 山本清衛 | 1940.3.9 - 1941.2.5    | 陸士28     |      |
| 4                  | 村上誠一 | 1941.2.5 -             | 陸士27     | 中佐 |